# Raquel Lima
Raquel Lima (Lisboa, 1983) es una poeta portuguesa y forma parte del movimiento del poetry slam.

## Trayectoria
Lima se graduó en Estudios Artísticos en la Facultad de Letras de la Universidad de Lisboa y es estudiante de doctorado en el Programa de Postcolonialismo y Ciudadanía Global en el Centro de Estudios Sociales de la Facultad de Economía de la Universidad de Coímbra.
Entre 2012 y 2017, fue coordinadora general y directora artística del Festival Internacional de Poesía y Performance PortugalSLAM!. Entre 2016 y 2018, trabajó como Directora de Ciencia y Tecnología en el Centro de Estudios Comparativos de la Facultad de Letras de la Universidad de Lisboa. Forma parte del proyecto de investigación Feminismos y Disidencias Sexuales y de Género en el Sur Global del grupo Ciudadanía, Cosmopolitismo Crítico, Modernidad(es), (Post-)Colonialismo (CITCOM) también en la Facultad de Letras de la Universidad de Lisboa.
Desde 2011, sus obras se han presentado en eventos y performances en Portugal, Polonia, Brasil, Italia, Francia, Reino Unido, Bélgica, Estonia, España, Países Bajos, Suecia, Suiza y Santo Tomé y Príncipe. Su participación en el PortugalSLAM! en 2014 le trajo una gran atención mediática en ese país. En 2016, Lima apareció por primera vez en la televisión pública portuguesa como competidora del slam de poesía erótica en el programa 5 Para a Meia-Noite de RTP1.
También en 2011, Lima fundó la Associação Cultural Pantalassa, una asociación que se encarga de la promoción de las artes de los países de habla portuguesa (Portugal, China, Brasil, Angola, Mozambique, Cabo Verde, Santo Tomé y Príncipe, Senegal y Francia) y que trabaja en red con el fin de realizar una amplia investigación sobre los acontecimientos culturales que son la base de las relaciones entre los diferentes países.
Lima ha colaborado con varios músicos en la búsqueda de sonidos que dialoguen con su poesía, como Alfombra, Tsjinlûd, MpexPhado, Orquesta de Poesía de Lisboa o GUME, entre otros. Sus poemas han sido publicados en varios idiomas y ha realizado actuaciones y talleres en torno a la poesía oral a nivel nacional e internacional, destacando los talleres sobre poesía y género.

## Obra
Después de publicar sus poemas en antologías de Edições Côdeas, Fazedores de Letras, Poetas do Povo, '3,2,1,SLAM!' (primera colección de poesía slam en Portugal), y en el fanzine feminista PPKDanada, Lima publicó su primer libro en 2019, titulado Ingenuidade Inocência Ignorância, editado por la editorial BOCA en un formato que incluye un audio narrado por la propia autora y un acompañamiento musical del artista suazi Yaw Tembe.
Dentro de su labor académica, Lima publicó en 2018 en la 16.ª edición de la revista Cabo dos Trabalhos de la Universidad de Coímbra un artículo titulado Afrofuturismo: A construção de uma estética [artística e política] pós-abissal (Afro-futurismo: La construcción de una estética post-abisal [artística y política]) y en 2020 el artículo titulado O esvaziamento da noção de subalternidade, a sobrevalorização da fala e os silêncios como resistência (El vaciamiento de la noción de subalternidad, la sobrevaloración del discurso y los silencios como resistencia) en la revista en línea BUALA.
- 2018 – Afrofuturismo: A construção de uma estética [artística e política] pós-abissal em Cabo dos Trabalhos n.º 16. Universidad de Coímbra. (obra disponible en línea)
- 2019 – Ingenuidade Inocência Ignorância. BOCA, ISBN 978-989-8421-43-2. (obra disponible en línea Archivado el 13 de abril de 2020 en Wayback Machine.)
- 2020 – O esvaziamento da noção de subalternidade, a sobrevalorização da fala e os silêncios como resistência em BUALA. (obra disponible en línea)

## Reconocimientos
En 2011, Lima fue la ganadora de la tercera edición del Slam Poetry Portugal, un concurso celebrado en el marco del Festival Silêncio, un evento artístico dedicado a las artes de la palabra que tuvo lugar en Lisboa. Cuatro años más tarde, en 2015, fue finalista en el Slam de Poesía de Río, que tuvo lugar en la favela del Morro da Babilonia en Río de Janeiro, Brasil.